# 默塞德福爾斯
默塞德福爾斯（英語：Merced Falls）是位於美國加利福尼亞州默塞德縣的一個非建制地區。該地的面積和人口皆未知。

## 地理
默塞德福爾斯的座標為37°31′23″N 120°19′57″W / 37.52306°N 120.33250°W，而該地的平均海拔高度為106米（即348英尺）。